# Joseph Sanda
Pour les articles homonymes, voir Sanda.
Joseph Sanda, né le 9 mai 1985 à Mora au nord du Cameroun et mort le 7 décembre 2020, est un coureur cycliste camerounais. 
Après avoir été l'un des coureurs de SNH Vélo Club, il en est devenu l'un des encadreurs.

## Biographie
Il meurt le 7 décembre 2020 des suites d'une maladie à l'hôpital général de Yaoundé.

## Palmarès
- 2003
  -  Champion du Cameroun sur route
- 2004
  - 3e du championnat du Cameroun sur route
- 2006
  - Tour de l'Est International :
    - Classement général
    - Prologue, 2e et 9e étapes
- 2007
  - 6e étape du Tour de l'Est International
  - Prologue Grand Prix Chantal Biya
- 2008
  - Tour du Cameroun :
    - Classement général
    - 1re étape
- 2009
  - 10e étape du Tour du Cameroun
  - 4e étape du Tour de l'Est International
  - 2e étape du Grand Prix Chantal Biya
  - 2e du Grand Prix Chantal Biya

## Classements mondiaux
| Année           | 2005 | 2006 | 2007 | 2008 | 2009 | 2010 | 2011 |
| --------------- | ---- | ---- | ---- | ---- | ---- | ---- | ---- |
| UCI Africa Tour | 70e  | 94e  | 84e  | 20e  | 46e  | 33e  | 98e  |